# デジタルたんぱ
デジタルたんぱは、日経ラジオ社（旧日本短波放送　「ラジオたんぱ」）が運営していたスカパー!向けのデジタルラジオ放送である。

## 概要
スカパー!の前身となる「パーフェクTV!」のサービス提供開始と同時の1996年8月27日より放送開始。パーフェクTV!サービスの501ch「デジタルたんぱ501」では第1放送、同502ch「デジタルたんぱ502」では第2放送の番組を基本的に同時編成し、平日日中は株式市況、週末日中は中央競馬中継、夜間は医学・文化・教養番組を中心に編成していた。また当時第2放送の22時-24時（放送終了時）までは第1放送との同時放送であったため、この間の502chは独自に地方競馬・競輪・競艇の情報番組（「全国競馬最前線」「ケイリンフラッシュ」「テレボート24」）を再放送した時期があった。
その後経営悪化による会社の合理化策のため、平日の第2放送が2002年3月31日で一旦廃止されると、この間の平日は501・502とも第1放送の番組を同時放送し続けていたが、衛星放送事業のテレビへの特化などを理由に2004年3月31日で配信終了となった。なお、日経ラジオ社では2000年12月1日からビー・エス・コミュニケーションズ（BSデジタルラジオ放送　当初BSC→後にBSラジオNIKKEI）による放送も行っていたが、こちらも同様の理由で2006年3月31日に廃止されている。